# 吹田機関区
吹田機関区（すいたきかんく）は、大阪府吹田市にある日本貨物鉄道（JR貨物）の機関区である。
東海道・山陽本線の主な高速貨物列車などを牽引する機関車が所属しており、運用範囲は広い。
日本国有鉄道時代は大阪鉄道管理局に属していた。かつては蒸気機関車とディーゼル機関車が所属する吹田第一機関区と電気機関車が所属する吹田第二機関区に分かれていたが、1984年（昭和59年）2月1日付の組織改編で当機関区に統合された。

## 構内設備
敷地の西半分はかつて吹田第一機関区に属していた部分であり、基本的に架線が張られていない。貨車留置のほか、検修庫（検修3 - 5番線）では貨車の各種検査やディーゼル機関車の臨時修繕にも対応する。また、西日本旅客鉄道（JR西日本）吹田総合車両所入出区線が敷地内を通り抜けている。かつて存在した扇形庫は梅田貨車区機能移転の際に取り壊され、現在は貨車の留置線となっている。
東半分はかつて吹田第二機関区に属していた部分であり、架線が張られていることから電気機関車基地として機能している。7線を備える検修庫は、1 - 3番線が台検庫として臨時修繕が、4 - 7番線が交検庫として機関車の交番検査が主に行われる。また、敷地の西端には留置線のほかに電気機関車車輪旋盤庫も備え、車輪削正が行われている。
主な業務は、自区所属の電気機関車については仕業検査・交番検査・台車検査（重要部検査）および臨時修繕を担当するほか、各種貨車の検修を行っている。また、甲種輸送用のDE10形もしくはDE11形や南福井駅構内入換用DE10形ディーゼル機関車（ともに岡山機関区所属）の各種検査も担当する。

## 所属車両に表示される略号
「吹」 - 吹田を意味する「吹」から構成される。
吹田第一機関区と吹田第二機関区が存在した当時の略号は、それぞれ「吹一」「吹二」であった。

## 所属車両
2025年（令和7年）5月現在の所属車両である
EF66形
100番台11両が所属している。
（ただし、EF66-118は故障のため運用離脱。27号機は、全検切れで運用離脱の模様。）
EF210形
100番台（2次車）18両、300番61両の計79両（139 - 141・144 - 146・149・154・156 - 160・165 - 169・301 - 343・ 349-356・365-374号機）が所属している。

### 過去の所属車両
DD13形ディーゼル機関車
1958年（昭和33年）から吹田第一機関区に配置された。
DD51形ディーゼル機関車
2011年（平成23年）2月28日時点で500番台3両と、800番台4両の計7両が配置されていたが、おおさか東線電化に伴い、定期運用を失った。
DE10形ディーゼル機関車
2011年（平成23年）2月28日時点で1000番台6両と、1500番台8両の計14両が配置されていたが、2011年3月のダイヤ改正以後岡山機関区に転出した。ただし、その後も岡山機関区所属のDE10形が数両常駐し、吹田貨物ターミナル、安治川口などで入換用機関車として、川崎車両や近畿車輛からの甲種輸送牽引機として使用されている。
DE11形ディーゼル機関車
梅田、安治川口、梅小路などで入換用機関車として使用されたが、1987年（昭和62年）に全車廃車となった。
EH10形電気機関車
1954年（昭和29年）から吹田第二機関区に新製配置され、最大で32両が所属していた。1982年（昭和57年）までに全車廃車となった。
EF60形電気機関車
1960年（昭和35年）から吹田第二機関区に新製配置された。
EF65形電気機関車
1965年（昭和40年）から、0番台が吹田第二機関区に新製配置された。1967年（昭和42年）には500番台（F形）、1985年（昭和60年）には1000番台（PF形）が転入してきた。
国鉄分割民営化時点では0番台・1000番台が20両（50・54 - 63・71 - 76・1092・1138・1139号機）所属していたが、EF66形100番台の増備に伴うEF65形の転出により、1990年（平成2年）に配置はなくなった。
EF200形電気機関車
1999年（平成11年）4月1日付で鶴見機関区から転属。主要部品確保が困難なため、 検査切れの車両から運用離脱していき、2019年（平成31年）3月28日、18号機の代走をもって引退した。その後2号機が再塗装され、京都鉄道博物館にシキ800と特別展示や、2020年 (令和2年)にはマスクが付けられ、 同年のクリスマスにはイルミネーションが付けられ話題を呼んだが、2021年（令和3年）3月9日に解体された。

## 乗務員乗務範囲
- 吹田貨物ターミナル駅 - 稲沢駅間[14]
- 吹田貨物ターミナル駅 - 岡山貨物ターミナル駅間[14]
- 吹田貨物ターミナル駅 - 敦賀駅間[14]
- 吹田貨物ターミナル駅 - 大阪貨物ターミナル駅間[14]
- 吹田貨物ターミナル駅 - 梅田信号場 - 安治川口駅間[14]
- 吹田貨物ターミナル駅 - 百済貨物ターミナル駅間[14]
- 吹田貨物ターミナル駅 - 徳庵駅間[14]

## 歴史
- 1925年（大正14年）8月：手狭となった大阪機関庫の拡張移転の形で吹田機関庫発足[14]。
- 1936年（昭和11年）9月：吹田機関区に改称[14]。
- 1956年（昭和31年）10月：東海道本線全線電化に伴い、蒸気機関車基地として吹田第一機関区に改称[14]。電気機関車基地として吹田第二機関区発足[4]。
- 1971年（昭和46年）3月：ディーゼル機関車導入により、吹田第一機関区の蒸気機関車による城東貨物線の貨物列車運用がなくなり無煙化完了（ただし、休車扱いとして1輌だけ残った蒸気機関車の配置は1976年で終了）。
- 1984年（昭和59年）2月1日：吹田第一機関区と吹田第二機関区を統合し、吹田機関区に改称[4]。同時に、旅客用機関車基地であった宮原機関区が機関車無配置化となり、一時的に旅客用機関車が当区に配置された[4]。
- 1986年（昭和61年）11月1日：国鉄分割民営化後、JR西日本に配置されることになる旅客用機関車（EF65形）を下関運転所に転出させ、再び貨物用機関車基地となる[15]。
- 1989年（平成1年）4月1日：ディーゼル機関車基地であった百済機関区を統合[4]。
- 2001年（平成13年）：梅田貨車区廃止に伴い検修機能を当区に移転[4]。
- 2011年（平成23年）：城東貨物線電化に伴い、ディーゼル機関車の配置がなくなる[4]。